# 黎雅镇
黎雅镇，是中华人民共和国四川省绵阳市梓潼县下辖的一个乡镇级行政单位。2019年12月，撤销仙鹅乡，将原仙鹅乡和原白云镇回水村、红花村、玉龙村、九林村所属行政区域划归黎雅镇管辖，黎雅镇人民政府驻富乐路1号。

## 行政区划
黎雅镇下辖以下地区：
泉门村、文昌宫社区、竹林村、白沙村、兰花村、云古村、双埝村、崇文村、新河村、西安村、马鞍村、清平村和龙井村。